# Pseudoceramaster misakiensis
Pseudoceramaster misakiensis is een zeester uit de familie Goniasteridae.
De wetenschappelijke naam van de soort werd in 1914 gepubliceerd door Seitaro Goto.